# Широково (Кировская область)
Широ́ково (устар. Тру́бки) — деревня в Санчурском муниципальном округе Кировской области России.

## География
Деревня находится в юго-западной части Кировской области, в зоне хвойно-широколиственных лесов, при автодороге 33Р-029, на расстоянии приблизительно 15 километров к юго-востоку от Санчурска, административного центра района. Абсолютная высота — 127 метров над уровнем моря. 

#### Климат
Климат характеризуется как умеренно континентальный, с умеренно холодной снежной зимой и тёплым летом. Среднегодовая температура — 1,5 °C. Абсолютный минимум температуры воздуха самого холодного месяца (января) составляет −45 °C; абсолютный максимум самого тёплого месяца (июля) — 37 °C. Годовое количество атмосферных осадков — 687 мм, из которых большая часть выпадает в тёплый период.

## История
Деревня основана в 1720-1750 годах переселенцами староверами (православные старообрядцы).

#### Этимология
Название Тру́бки восходит к постоялому двору, существовавшему в первом по счёту дому деревни. По народной легенде, все близлежащие населенные пункты по субботам собирались в трубках покурить табак.
Этимология названия Широ́ково неизвестна.

## Население
Преобладает непостоянное население ( дача )
| Численность населения | Численность населения | Численность населения | Численность населения |
| --------------------- | --------------------- | --------------------- | --------------------- |
| 1869                  | 1891                  | 1905                  | 1926                  |
| 306                   | 460                   | 533                   | 549                   |
|                       |                       |                       |                       |
| 1939                  | 1950                  | 1989                  | 2010                  |
| 439                   | 196                   | 10                    | 2                     |